# 취리히제와 오버란트 통운
취리히제와 오버란트 통운(Verkehrsbetriebe Zürichsee und Oberland, 약칭 VZO)은 스위스 취리히주 취리히시의 남동쪽에 있는 취리히 호수(취리히제)와 취리히 오버란트 사이 지역의 대중교통 사업자이다. 이 지역의 다양한 커뮤니티와 2008년부터 장크트갈렌주의 인접한 라퍼스빌-요나 시에서 버스 서비스를 운영하고 있다.

## 역사
20세기 전반기에 취리히 호수와 취리히 오버란트 사이 지역에는 여러 철도 노선이 있었다. 여기에는 표준궤 증기철도인 외리콘-바우마 철도와 2m 미터궤 전기 트램웨이인 베치콘-마일렌 철도 및 우스터-외트빌 철도가 포함된다. 이 3개 노선은 불어나는 재정적 손실을 감당하지 못하고, 버스로 대체하기로 결정한다. VZO는 이러한 대체 서비스를 운영하기 위해 설립되었으며, 수년에 걸쳐 이 지역에 더 많은 노선이 추가되었다.
2008년에 VZO는 라퍼스빌-요나에서 운영을 시작했으며 현재 라퍼스빌-요나 시를 대신하여 라퍼스빌-요나 시내버스 5개 노선을 운영하고 있다.

## 운행

### 서비스
서비스를 제공하는 지역으로는 베레츠빌, 부비콘, 뒤른텐, 에크, 에를렌바흐, 피센탈, 고사우 ZH, 그뤼닝엔, 헤를리베르크, 힌빌, 홈브레히티콘, 메네도르프, 마일렌, 외트빌 암 제, 라퍼스빌-요나, 뤼티, 제그레벤, 슈테파, 외티콘 암 제, 우스터, 발트 그리고 베치콘이 있다.
이 지역에서 회사는 55개의 주간 노선과 7개의 야간 노선을 운영하며 노선 전체 길이는 276km이다. 노선은 그뤼니닝엔, 베치콘, 뤼티 및 마일렌의 차고에서 운영된다.
북동쪽의 취리히제와 오버제 호숫가는 취리히제와 오버란트 통운에서 제공하며, 또한 장크트갈렌주의 라퍼스빌-요나 시의 지자체 부스키르히, 요나, 켐프라텐, 및 라퍼스빌 지역 내에서 지역 버스를 제공한다.

### 차량
이 회사는 88대의 버스를 운영하고 있으며, 그중 48대는 굴절식 버스, 35대는 풀사이즈 비절단식 버스, 3대는 중형버스, 3대는 미니버스이다. 모든 버스는 바닥이 낮고, 미립자 필터가 있다. 표준 상징은 파란색과 회색이지만, 라퍼스빌-요나 시내버스 네트워크에서 사용되는 버스는 빨간색과 회색으로 구성되어 있다. 일부 버스에는 비표준 색상이 있다.

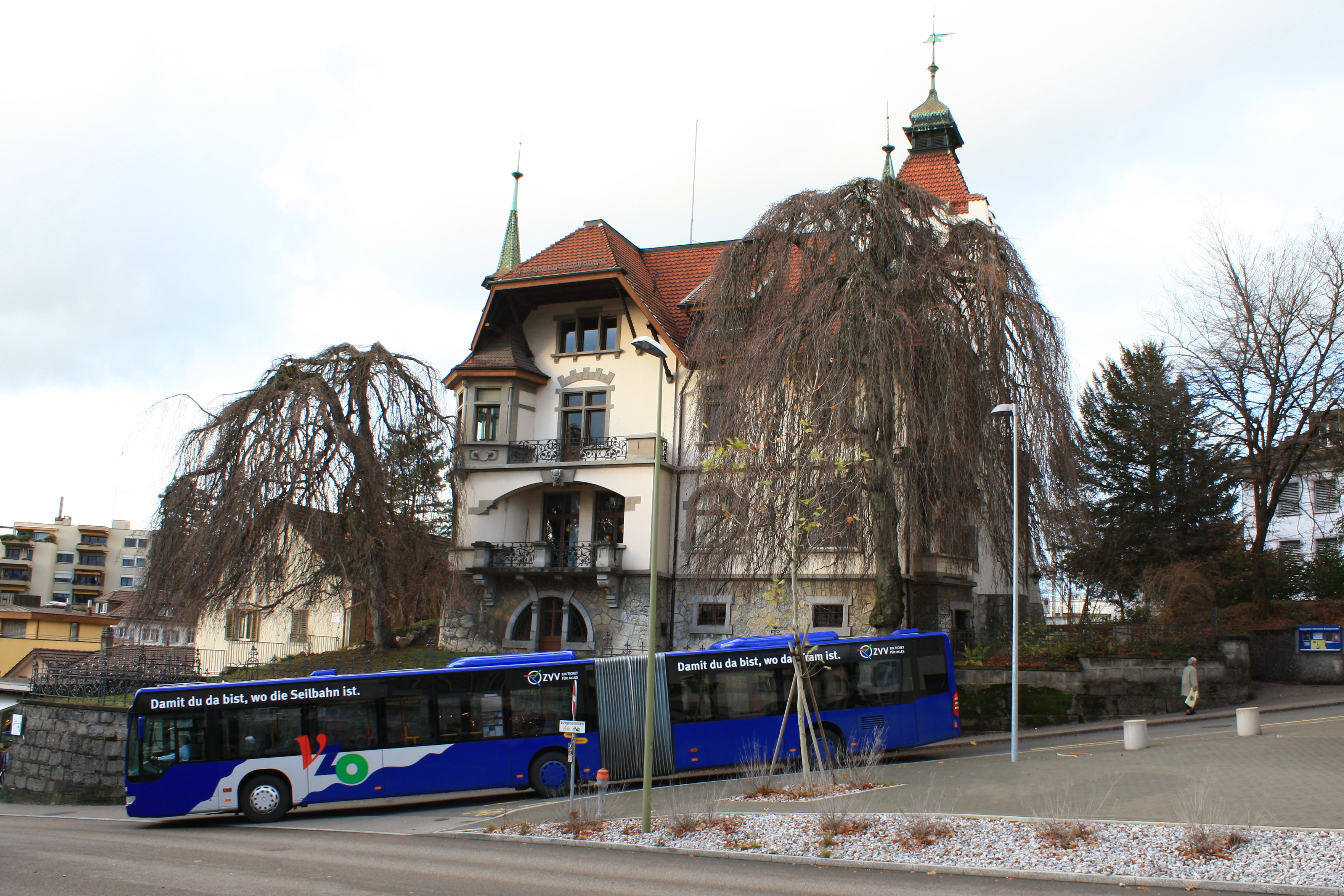
뤼티 ZH의 VZO 파란색 버스
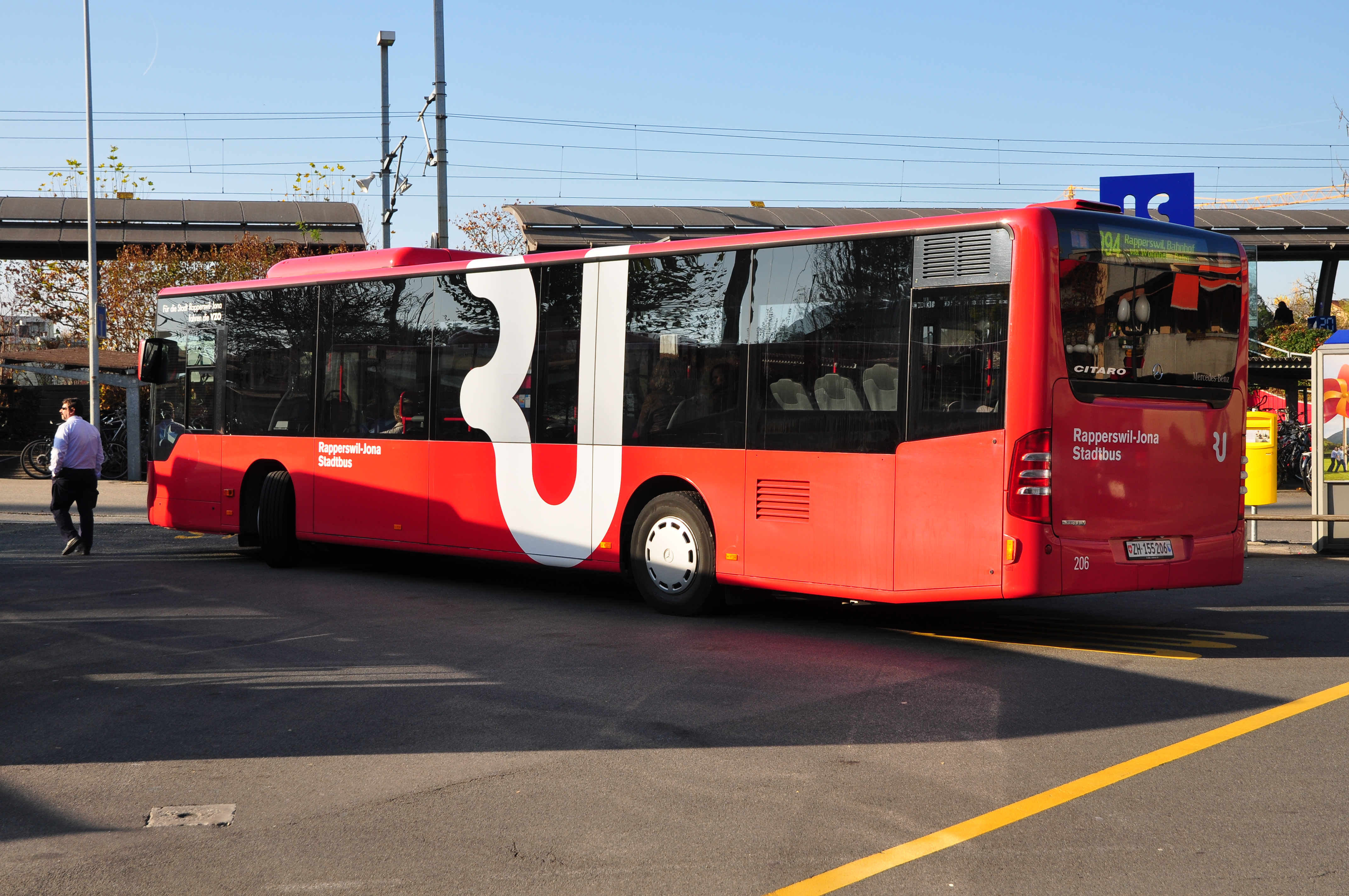
시내버스 라퍼스빌-요나의 빨간색 버스
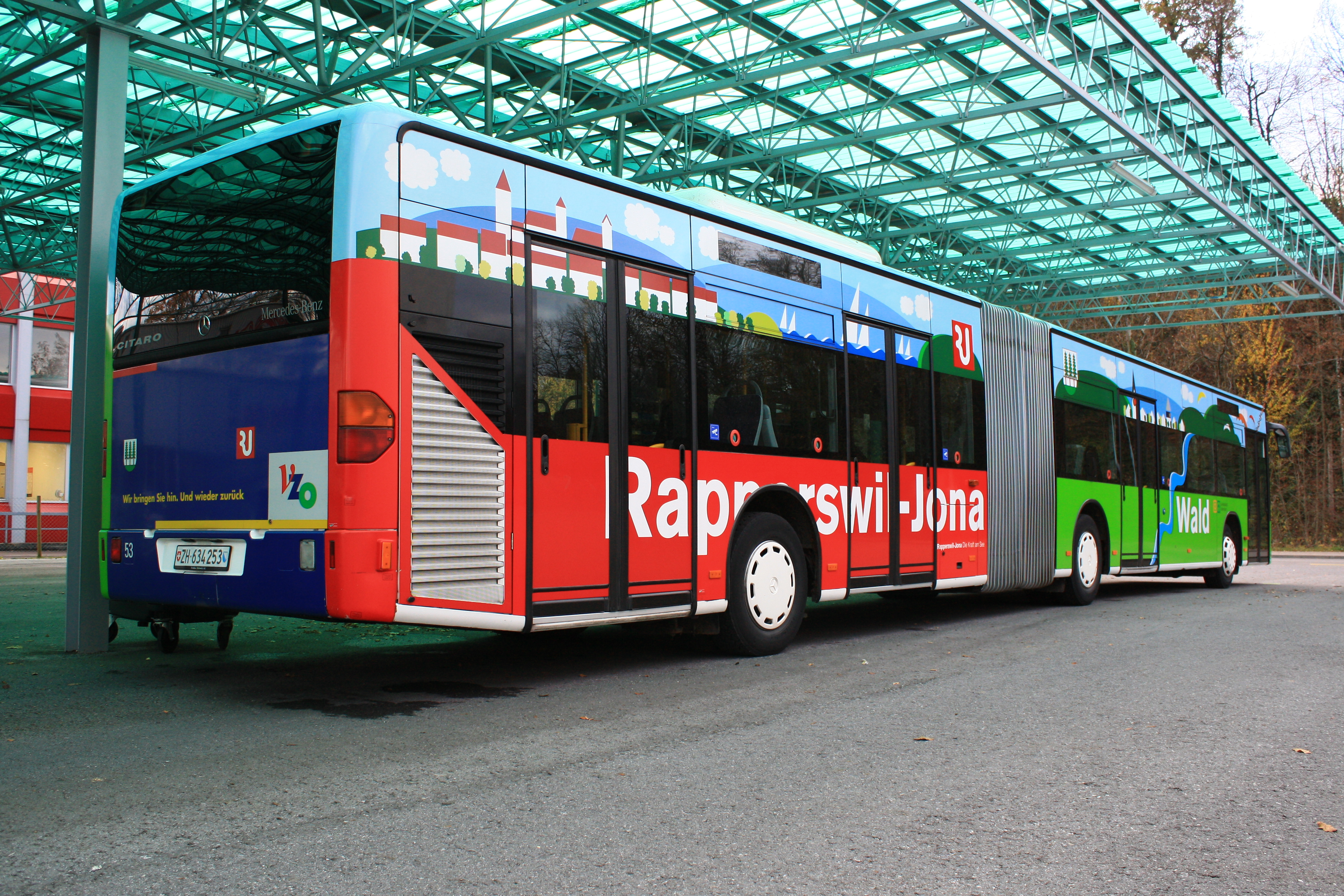
뤼티 ZH의 VZO 차고에 정차된 버스